# Baldinini
Baldinini è un'impresa calzaturiera italiana specializzata nella produzione delle scarpe artigianali di lusso e si trova nel distretto produttivo calzaturiero del Rubicone (in provincia di Forlì-Cesena). Nel 2010 l'azienda ha raggiunto i cent'anni di attività.

## Storia

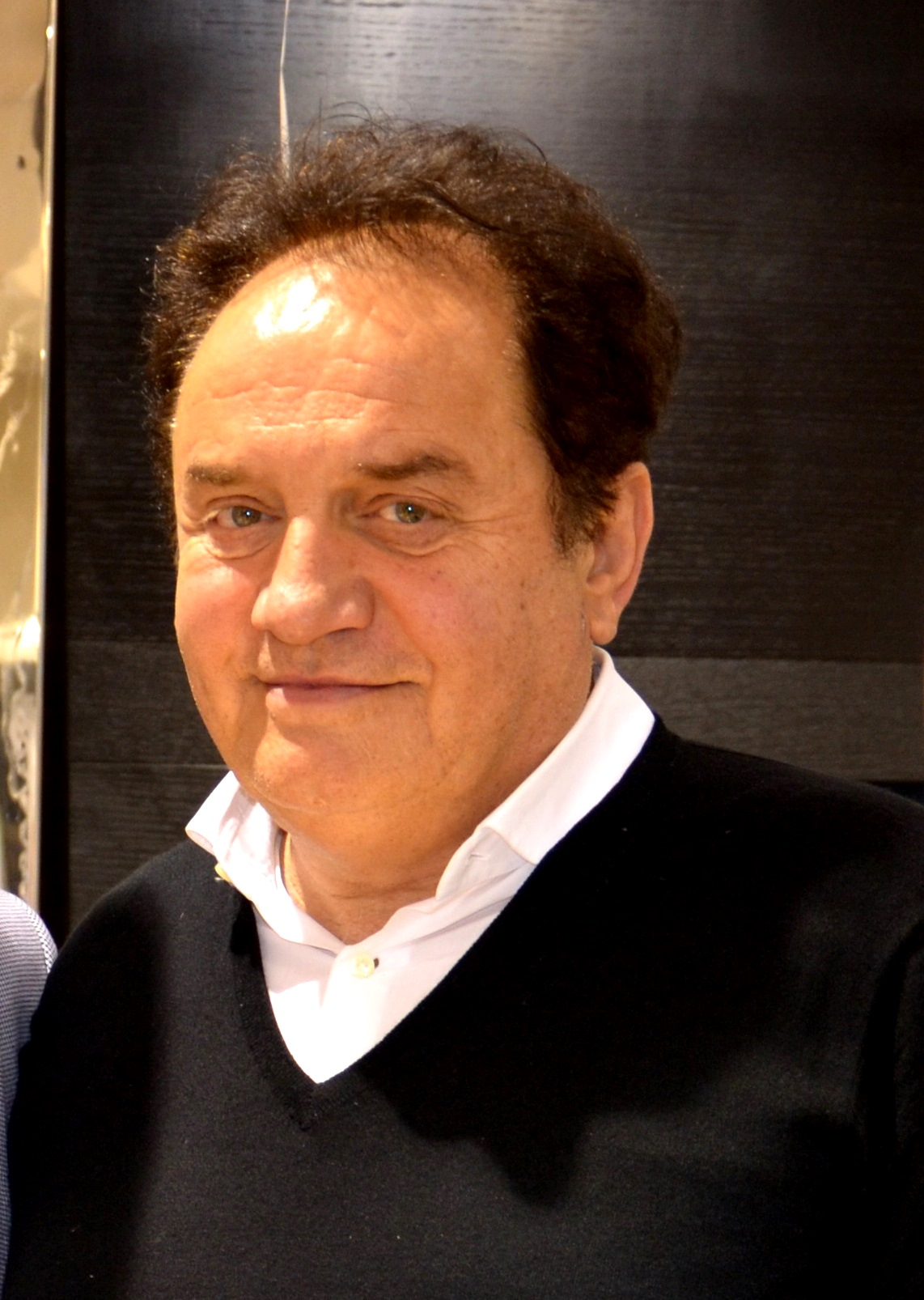
Gimmi Baldinini, 2014

### Fondazione
Fu fondata nel 1910 da Giuseppe Pollini e dal nonno paterno di Gimmi Baldinini, che avviarono l'attività calzaturiera dapprima "itinerante" (Il carretto del ciabattino) e in seguito si stanziarono a San Mauro Pascoli con l'apertura della bottega artigianale. Il laboratorio artigianale riuscì in seguito ad affermarsi sul mercato nazionale. Giovannina Pollini trasmise infatti al figlio Gimmi la passione per l'artigianalità, assicurando al marchio di famiglia una continuità. Negli anni settanta, Gimmi Baldinini scelse di abbandonare gli studi di clarinetto al conservatorio, per entrare a fa parte dell'azienda.
L'impresa, che inizialmente realizzava esclusivamente scarpe su misura prodotte interamente a mano, con l'entrata di Gimmi Baldinini espande il suo mercato anche a livello internazionale raggiungendo la Russia.
Il 1974 per Baldinini fu "l'anno del sabot", per il livello di produzione che registrò questo modello di scarpe firmate dall'azienda. Vennero realizzate 500 paia di sabot al giorno, interamente fatte a mano. Il sabot, conosciuto come clog, fu il primo successo internazionale dell'azienda. Alla fine degli anni Settanta al marchio si aggiunge inoltre la linea di accessori e la linea uomo.

### Anni 2000
Nel 2001 il gruppo MBFG attraverso la holding Antichi Pellettieri acquisisce il 50% della società, aprendo all'azienda nuove opportunità.
Nel 2007 entra anche nel mondo del fashion jewels e firma con Facco Corporation, altra azienda del gruppo, un contratto per la produzione e distribuzione di gioielli firmati Baldinini.
Nel 2009, in occasione del 120º anniversario della Torre Eiffel, Baldinini realizza un sandalo femminile che segue il design dell'architettura parigina, con una gabbia dorata per plateau e un vertiginoso tacco a guglia, rivestito in velluto di seta nero.
Nel 2015 Baldinini e Mafrat firmano insieme una linea dedicata all'abbigliamento per bambini dai 3 ai 16 anni con la supervisione di Brand Connection S.r.l., denominata "Baldinini Young".
Nel 2016 Baldinini firma un contratto con la maison Visconti di Firenze per la realizzazione di una collezione di penne firmate Baldinini.

## Quartier generale
La sede del calzaturificio si trova a San Mauro Pascoli, in Romagna, distretto noto per la tradizione artigianale propria nel settore delle calzature. La costruzione ha conservato la fisionomia originale e complessa di un enorme laboratorio fino al 2009, anno in cui Baldinini ne ha deciso un ammodernamento integrando nuove strutture. La sede si sviluppa su una superficie di circa 22.500 metri quadrati e comprende la direzione centrale e strategica, tutte le attività connesse alla progettazione, alla realizzazione e al controllo del prodotto, quindi la sezione di design, i laboratori di modellistica, i magazzini per le materie prime e delle merci, oltre alle aree espositive e commerciali. È incorporato nella sede anche l'outlet aziendale che ricopre 1.500 metri quadrati all'interno della struttura.

## Archivio aziendale
L'archivio aziendale è costituito da circa 3000 paia di scarpe. In collaborazione con l'Università di Bologna, Gimmi Baldinini ha in progetto di trasformare il proprio patrimonio aziendale in museo d'impresa.

## Testimonial
Baldinini ha da sempre annoverato fra i propri clienti personaggi pubblici e celebrità. Fra di essi, Lady Diana con le sue décolleté rosse con profili neri e fiocco in gros grain dei primi anni novanta, Vladimir Putin con le classiche stringate maschili, décolletée bon ton firmate Baldinini per María Teresa Mestre, il chirurgo Christiaan Barnard, Claudia Schiffer, Elettra Rossellini Wiedemann, Valeria Campbel, le veline Giorgia Palmas e Elena Barolo. Dal 2015 Baldinini è sponsor della nazionale di calcio della Russia.